# Magasinet
Magasinet er et teater- og musiksted beliggende som en del af bygningskomplekset Kulturmaskinen i Brandts Passage i Odense. 
Stedet har fungeret som koncertsted siden 1989, hvor den første koncert blev afviklet med bandet Runrig. I dag anvendes stedet blandt andet til stand-up, koncerter, revyteater og filmfremvisning.